# 그런 부분 있잖아?
〈그런 부분 있잖아?〉(ソーユートコあるよね? 소유토코아루요네?[*])은 SKE48의 26번째 싱글이다.